# Landschaftssphäre
Die Landschaftssphäre ist eine teilnatürliche Erdsphäre und eine Möglichkeit, den Forschungsgegenstand der Wissenschaft namens Geographie zu bezeichnen: Sie kann als Begriff für jenen Erdraum benutzt werden, in dem sich die Dinge befinden, mit denen sich die meisten Disziplinen der Geographie zumindest mehrheitlich beschäftigen. Im deutschen Sprachraum allerdings wird der Ausdruck vornehmlich bloß von einer einzigen geographischen Disziplin verwendet, der Landschaftsökologie.
Wenig gebrauchte und veraltete Synonyme für die Landschaftssphäre lauten geographische Substanz, geographisches Milieu. und geographische Sphäre. Zudem können Chorosphäre und ein bestimmter Geosphäre-Begriff ebenfalls weitgehend als Synonyme gelten.

## Begriff
Die Bezeichnung Landschaftssphäre gelangte aus der sowjetischen Geographie (ru. ландшафтная сфера – „Landschaftnaja sfera“) in die deutsche Sprache. Dies geschah zu Beginn der 1960er Jahre durch Ernst Winkler, einem Schweizer Geographen:

„[Es] vermieden bisher die Sowjetgeographen, die seit längerem häufig mit dem Sphärenbegriff operierten, den Ausdruck Geosphäre für das geographische Objekt zu benützen und sprechen von Landschaftssphäre, geographischer Sphäre, geographischem Milieu usw.“

Ernst Winkler war der Hauptvertreter der älteren Zürcher Landschaftsschule – der älteren Ausrichtung der universitären Zürcher Schule der Landschaftskunde. Die Ansichten der Zürcher Landschaftsschule waren beeinflusst von den Ideen des deutschen Geographen Kurt Bürger. Er war der erste Geograph, der ganz rigoros Landschaft zum zentralen und eigentlichen Forschungsgegenstand der Geographie erklärt hatte (und damit einen Gedanken zum Abschluss gebracht hatte, der bereits 1912 beim deutschen Geographen Otto Karl Siegfried Passarge aufgetaucht war). Demgemäß lag es für Ernst Winkler nahe, das Wortkonstrukt namens Landschaftssphäre aus dem Russischen zu entlehnen und es als Begriff für das allgemeine und umfassende Objekt geographischer Forschung auch für die deutschsprachige Geographie vorzuschlagen.
Dauerhaft festsetzen konnte sich Landschaftssphäre jedoch nur innerhalb der Landschaftsökologie. Denn diese geographische Disziplin erforscht nach wie vor terrestrische Ökosysteme, also Ökosysteme in Landschaften (Landschaftsökosysteme).
In anderen geographischen Disziplinen konnte sich der Begriff nicht etablieren. Dies lag einerseits an Veröffentlichungen des Geographen Alfred Hettner, der sich als scharfer Gegner der Landschaft-Ideen von Siegfried Passarge erwies. Und es lag andererseits an einer generellen zunehmenden Unsicherheit bezüglich des Landschaft-Begriffs, wenn dessen Begriffsinhalt über bloße einfache Terrestrizität hinausgehen sollte.

## Umfang und Inhalt
Die Landschaftssphäre besitzt keinen Begriffsgegenstand, der ohne Weiteres klar fasslich ist. Während andere Erdsphären eindeutige und stofflich greifbare Dinge thematisieren – beispielsweise umfasst die Atmosphäre die irdische Lufthülle und die Aquasphäre das irdische Flüssigwasser – umreißt die Landschaftssphäre zuallererst einfach einen bestimmten Erdraum. Der umrissene Erdraum beinhaltet alle Dinge, mit denen sich viele Bereiche der Geographie hauptsächlich und die Landschaftsökologie praktisch ausschließlich befassen. Dieser Erdraum kann demnach (zumindest aber nach Meinung des deutschsprachigen Erstbenutzers Ernst Winkler) in seiner Gänze als maßgebliches Objekt geographischer Forschung angesehen werden: Die Landschaftssphäre umreißt den festländischen Erdraum, die landschaftliche Erdhülle. So bezeichnet sie die Gesamtheit der terrestrischen Gebiete der Erde – beziehungsweise die Gesamtheit der irdischen Landschaften. – beziehungsweise die Gesamtheit der terrestrischen Erdoberfläche zusammen mit den Räumen, die sich unmittelbar neben und oberhalb und unterhalb von ihr befinden.
Innerhalb des Raums der Landschaftssphäre durchdringen und durchwirken sich verschiedene Erdsphären. Dazu zählen in übergeordneter Weise die terrestrische Ökosphäre und die terrestrische Anthroposphäre. Beide lassen sich weiter untergliedern:
|  | terrestrische Soziosphäre  |
|  |                            |
|  | terrestrische Technosphäre |
|  |                            |

|  | terrestrische Phytosphäre |
|  |                           |
|  | terrestrische Zoosphäre   |
|  |                           |

|                         | erdbodennahe Atmosphäre (Troposphäre)                                                                                    |
|                         | |
|                         | terrestrische und küstennahe Hydrosphäre (Limnosphäre, küstennahe Ozeanosphäre, terrestrische und küstennahe Kryosphäre) |
|                         | |
|                         | terrestrische Reliefsphäre (und daran anschließende Lithosphäre bzw. Dekompositionssphäre i. e. S. bzw. Pedosphäre)      |
| Vorlage:Klade/Wartung/3 | |

|  | terrestrische Phytosphäre |
|  |                           |
|  | terrestrische Zoosphäre   |
|  |                           |

|                         | erdbodennahe Atmosphäre (Troposphäre)                                                                                    |
|                         | |
|                         | terrestrische und küstennahe Hydrosphäre (Limnosphäre, küstennahe Ozeanosphäre, terrestrische und küstennahe Kryosphäre) |
|                         | |
|                         | terrestrische Reliefsphäre (und daran anschließende Lithosphäre bzw. Dekompositionssphäre i. e. S. bzw. Pedosphäre)      |
| Vorlage:Klade/Wartung/3 | |

|  | terrestrische Soziosphäre  |
|  |                            |
|  | terrestrische Technosphäre |
|  |                            |

|  | terrestrische Phytosphäre |
|  |                           |
|  | terrestrische Zoosphäre   |
|  |                           |

|                         | erdbodennahe Atmosphäre (Troposphäre)                                                                                    |
|                         | |
|                         | terrestrische und küstennahe Hydrosphäre (Limnosphäre, küstennahe Ozeanosphäre, terrestrische und küstennahe Kryosphäre) |
|                         | |
|                         | terrestrische Reliefsphäre (und daran anschließende Lithosphäre bzw. Dekompositionssphäre i. e. S. bzw. Pedosphäre)      |
| Vorlage:Klade/Wartung/3 | |

|  | terrestrische Phytosphäre |
|  |                           |
|  | terrestrische Zoosphäre   |
|  |                           |

|                         | erdbodennahe Atmosphäre (Troposphäre)                                                                                    |
|                         | |
|                         | terrestrische und küstennahe Hydrosphäre (Limnosphäre, küstennahe Ozeanosphäre, terrestrische und küstennahe Kryosphäre) |
|                         | |
|                         | terrestrische Reliefsphäre (und daran anschließende Lithosphäre bzw. Dekompositionssphäre i. e. S. bzw. Pedosphäre)      |
| Vorlage:Klade/Wartung/3 | |

Die Landschaftssphäre beinhaltet sowohl die Menschen mit ihrem Lebensraum und ihrer Lebenswirklichkeit – die nach wie vor hauptsächlich auf dem Land lokalisiert sind – als auch die übrigen terrestrischen Lebewesen zusammen mit beider Gruppen Lebensgrundlagen (Rohstoffe, Physiosystem). Dabei zeichnet sich die Landschaftssphäre in ihrer Gänze durch mannigfaltige Wechselbeziehungen zwischen den Bestandteilen der beteiligten Erdsphären aus. Hierin liegt die Begründung, die Landschaftssphäre als maßgebliches Objekt vieler Bereiche allgemeiner geographischer Forschung ansehen zu können.
Darüber hinaus erwächst durch die mannigfaltigen Wechselbeziehungen ein komplexes Wirkungsgefüge – der Landschaftshaushalt – das Landschaften formt. Und es sind eben die Landschaften in ihrer Entwicklung und Dynamik, ihren Prozessen und ihrer räumlichen Struktur, die in ihrer Gesamtheit die Landschaftssphäre zum zentralen Forschungsgegenstand der Landschaftsökologie werden lassen.